# Precious Cargo
Pour plus de détails, voir Fiche technique et Distribution.
Precious Cargo ou Le convoi au Québec est un film d'action canadien réalisé par Max Adams, sorti en 2016. 

## Synopsis
Karen, une voleuse, est poursuivie par Eddie, un criminel, qui la juge responsable d'un cambriolage qui a mal tourné. Elle lui propose pour se racheter de voler une cargaison remplie de pierres précieuses, à l'aide de Jack, son ancien amoureux. Le casse rate et confronte les trois voleurs.

## Fiche technique
- Titre : Precious Cargo
- Titre québécois : Le convoi
- Réalisation : Max Adams
- Scénario : Max Adams, Paul V. Seetachitt
- Photographie : Brandon Cox
- Montage : Robert Dalva
- Musique : James Edward Barker, Tim Despic
- Production : Randall Emmett,  George Furla, James Edward Barker, Ted Fox, Norton Herrick, Scott Mann
- Sociétés de production : Emmett/Furla/Oasis Films, Herrick Entertainment, Mann Made Films
- Société de distribution : Lionsgate
- Budget : 10,5 million de dollars
- Pays d'origine :  Canada
- Langue originale : anglais
- Genre : Action, comédie et thriller
- Durée : 90 minutes
- Dates de sortie :
  - USA : 22 avril 2016
  - Canada : 29 avril 2016 (Toronto)
  - France : 30 avril 2017 en VàD

## Distribution
- Mark-Paul Gosselaar (VF : Emmanuel Curtil) : Jack
- Bruce Willis (VF : Patrick Poivey ; VQ : Jean-Luc Montminy) : Eddie Pilosa
- Claire Forlani (VF : Laura Blanc) : Karen
- John Brotherton (VF : Stéphane Pouplard ; VQ : Louis-Philippe Dandenault) : Nicholas
- Lydia Hull (VF : Olivia Luccioni ; VQ : Hélène Mondoux) : Jenna
- Daniel Bernhardt (VQ : Tristan Harvey) : Simon
- Ashley Kirk : Zoe
- Tyler Jon Olson : Lucas
- Jenna B. Kelly (VF : Marie Tirmont) : Logan
- Christopher Rob Bowen (VF : Vincent Bonnasseau) : Glenn
- Sammi Barber : Apsara
- Jean-Claude Leuyer : Gustavo
- Nicholas M. Loeb : Andrew Herzberg